# オハナ池

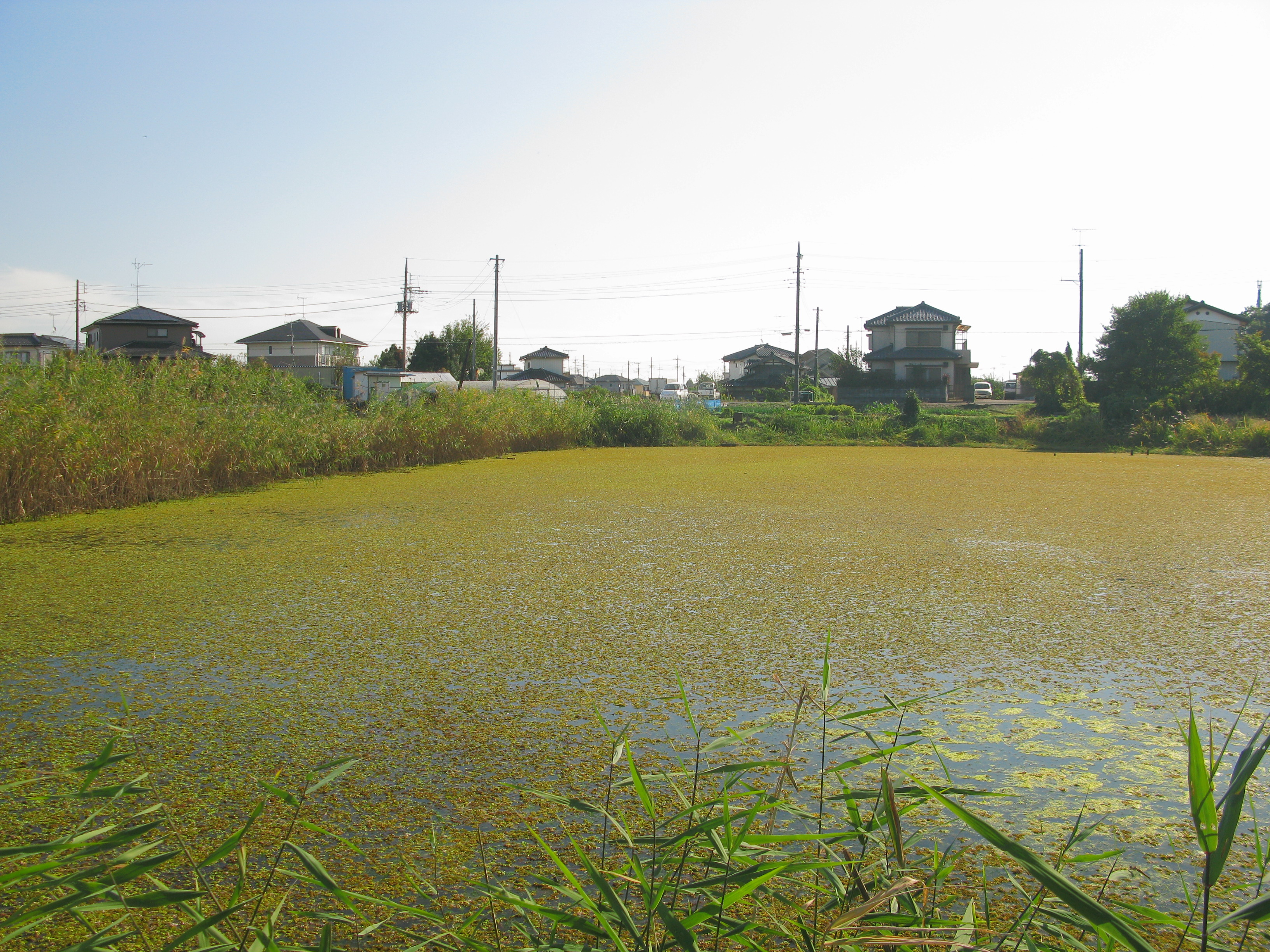
オハナ池（2011年11月）

オハナ池（おはないけ）は、埼玉県加須市北下新井（大利根地域）に所在する池である。お花が池（おはながいけ）とも称される。

## 概要
ほぼ自然のままの姿が残されている自然池沼である。池には西方より近くに接近できる。オハナ池は1786年（天明6年）の決壊口跡と伝えられている。池の水は主に雨水・地下水などにより保水されており、また水深も深く地下水脈に通じている。南方には才谷ヶ池が所在している。
東方を流下している稲荷木落排水路の東側、埼玉県立栗橋北彩高等学校の南方には古堤と呼ばれている旧堤防が残っている。これはかつての利根川旧流路の一つである浅間川の名残であり、オハナ池はこの浅間川の左岸（西側）の堤防周辺に該当する。浅間川はかつての埼玉郡（後の北埼玉郡）と葛飾郡（後の北葛飾郡）の境界を成していた河川であった。このため浅間川が締め切られた後も流路跡が郡境を成していた。
「オハナ池」ないし「お花が池」という名称の由来は大正初期に「お花」という女性が傘と下駄を揃えた状態で入水したという古事に起因する。

## 所在地
- 〒349-1134
- 埼玉県加須市北下新井字野中